# Ebru Acer
Ebru Acer, née en 2002 à Yenimahalle, est une championne européenne turque de tennis de table en para-athlétisme, évoluant dans la catégorie C11. Elle est la première joueuse turque de tennis de table en para-athlétisme à participer aux Jeux Paralympiques. Elle a participé aux Jeux paralympiques d'été de 2024 et a remporté une médaille de bronze.

## Carrière sportive
Acer a commencé le tennis de table para en 2017 grâce à l'encouragement de sa famille,. Elle est membre du Şafaktepe GSK à Ankara.

### 2019
En 2019, elle a remporté une médaille d'argent dans la catégorie simple C11 lors du Championnat d'Europe de tennis de table para à Helsingborg, en Suède.

### 2022
En 2022, elle a remporté une médaille de bronze en double C11 avec sa coéquipière Sümeyra Türk lors du Championnat du Monde de tennis de table para à Grenade, en Espagne. En juin, elle a remporté une médaille d'or lors de l'Open Para ITTF 2022 à Ostrava, en Tchèquie. En juillet 2022, elle a remporté deux médailles d'or dans les catégories individuelle féminine et open féminin lors des Jeux d'été VIRTUS à Cracovie, en Pologne.

### 2023
En 2023, elle a remporté une médaille d'argent au Tournoi Open de tennis de table ITTF Thaïlande à Bangkok. La même année, elle a obtenu une médaille d'or dans la catégorie individuelle C11 aux Jeux Mondiaux Virtus 2023 à Vichy, en France, ainsi qu'une autre médaille d'or en double C11 avec sa coéquipière Sümeyra Türk.
En 2023, elle est également devenue championne d'Europe en remportant la médaille d'or aux Championnats d'Europe de tennis de table para à Sheffield, en Angleterre.

### 2024
En 2024, elle a remporté une médaille d'argent au Tournoi Open Para ITTF Égypte à Gizeh, une médaille d'or dans la catégorie individuelle C11 au Tournoi Open Para ITTF Thermana Laško à Laško, en Slovénie, et une autre médaille d'or dans la catégorie individuelle C11 au Tournoi Open Para ITTF  Tchèquie à Ostrava.
Grâce à son titre aux Jeux Mondiaux de 2023, elle a obtenu le droit de représenter son pays aux Jeux Paralympiques de Paris 2024. En participant aux Jeux Paralympiques de Paris 2024, elle a remporté une médaille de bronze. Acer est la première joueuse turque de tennis de table para à participer aux Jeux Paralympiques.

## Vie privée
Acer est née en 2002 dans une famille pauvre dans un quartier de bidonvilles du district de Yenimahalle à Ankara. Elle n’a pas réussi à l'école pendant ses années scolaires,. Actuellement, elle poursuit ses études en tant qu'étudiante en section d'entraînement sportif à l'Université Gazi à Ankara.